# Alexandru Băluță
Alexandru Mihail Băluță (n. 13 septembrie 1993, Craiova, România) este un fotbalist român liber de contract, care joacă pe post de mijlocaș lateral. Pe plan internațional, are prezențe la națională pentru România Sub-17, România Sub-21 și România.
El poate juca, de asemenea, și ca mijlocaș ofensiv.
Acesta a câștigat cu FCSB SuperLiga României 2023-2024 și Supercupa României 2024.

## Carieră internațională
Băluță și-a făcut debutul internațional pentru România într-o victorie cu 3–2 cu Chile, la 13 iunie 2017, înlocuindu-l pe Bogdan Stancu și reușind să înscrie golul victoriei.